# Seznam libanonskih filozofov
Seznam libanonskih filozofov.

## G
- Khalil Gibran [Gibrān Khalīl Gibrān bin Mikhā'īl bin Sa'ad] (1883-1931)